# Björstorps hage
Björstorps hage är ett naturreservat i Karlskrona kommun i Blekinge län.
Området är naturskyddat sedan 1962 och omfattar 3 hektar. Det är beläget öster om Karlskrona.

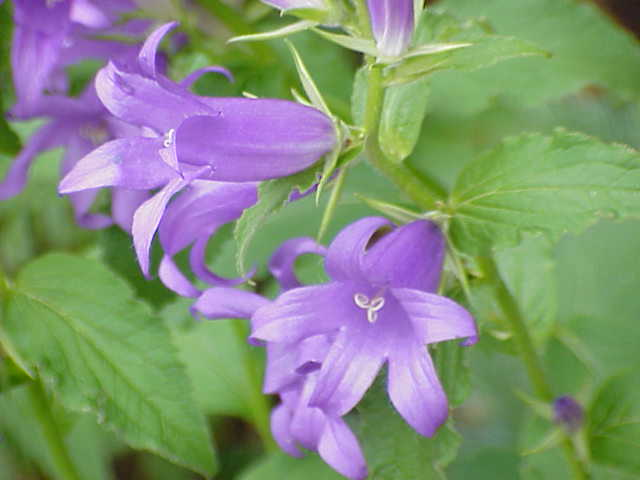
Hässleklocka

Björstorps hage är främst känd för sin rika blomsterprakt under vårtiden. Hagmarken är idag igenväxt till en lund med ekar, askar och större hasselbestånd. I mitten ligger ett alkärr, medan mindre delar är öppen mark. De vanligaste blommorna är vit- och blåsippor samt lungört, gullpudra, vätteros, gulsippa men även ovanligare växter som lundvårlök och Sankt Pers nycklar. Senare under sommaren märks främst blekbalsamin, skogsbingel, hässleklocka och storrams.